# 徳島国際映画祭
徳島国際映画祭（とくしまこくさいえいがさい）は、徳島県徳島市で開催されている、国内外の映画を上映する映画祭。第1回は徳島国際短編映画祭として2016年（平成28年）3月18日に徳島県郷土文化会館（あわぎんホール）で開催され、短編映画のみが対象であった。2018年の第3回より現在の名称に変更され、長編映画も扱うようになっている。

## 概要
徳島県が推進する 「vs東京」の実践として、映像クリエイターの芸術性が発揮されるショートムービーや4K映像を発信することで、「映像クリエイターの聖地・徳島」の構築を目的とした。
また徳島の有する豊かな自然や伝統文化に関する映像コンテンツを世界に発信し、徳島県の認知度・ブランドイメージの向上を図ることもあわせて企図された。協力関係にある札幌国際短編映画祭の作品を中心として、徳島県出身の監督による作品上映や、映画関係者のトークショーなどが開催されている。
2020年開催から、映画作品の公募を初めて開始している。
- 総合ディレクター：DRAWING AND MANUAL代表 菱川勢一
- 主催：「VS東京」実践委員会

## 開催日
- 徳島国際短編映画祭2016：2016年3月18日 - 20日
- 徳島国際短編映画祭2017：2017年3月3日 - 5日
- 徳島国際映画祭2018：2018年3月16日 - 18日[1]15日前夜祭
- 徳島国際映画祭2019：2019年3月8日 - 10日※7日前夜祭
- 徳島国際映画祭2020：2020年3月27日（金）-29日（日）

## 主な上映作品・ゲスト

### 第1回

#### ゲスト
- チャットモンチー
- 森本晃司
- 加藤拓
- 長澤雅彦
- 三好昭央（徳島県出身）

#### 主な上映作品
- 桜谷小学校、最後の174日（チャットモンチー（徳島県出身）出演）
- 林こずえの業(わざ)　蔦哲一朗　監督（徳島県出身）
- ラグ　Lag
- 真実の父　Father
- ママが幸せなら、みんなハッピー!　If Mama Ainʼt Happy, Nobodyʼs Happy
- 不思議の国 -スボティカ　Subotika-Land of Wonders
- ティーンランド　Teenland
- マチュア・コンテンツ：裸婦
- クローンズ　Clones
- スプリンタータイム　Splintertime
- えさ　Prey
- チキン　THE CHICKEN
- リアリティー＋　Reality+
- 自転車　Bicycle
- シャッター × シャッター　shutter x shutter
- 小春日和　A Warm Spell
- ハングリー・フォー・ラブ　Hungry for Love
- オールーシー！　Oh Lucy!
- 優しい赤 三木孝浩監督（徳島県出身）
- メトロノーム 米津玄師（徳島県出身）
- 虹の麓まで 高岡尚司監督
- 神山アローン　 長岡マイル監督
- Fantasme 清本章太監督（徳島県出身）
- 一匹の親分－マタタビ地獄変－ 小川岳志監督（徳島県出身）
- ゆれもせで 川原康臣監督（徳島県出身）
- 奇跡は空から降ってくる 明石知幸監督（徳島県出身）
- 夕暮れの帰り道 井坂聡監督、プロデューサー山口敏太郎（徳島県出身）
- 恐竜いらない 本田雅英監督（徳島県出身）
- KNOT 名倉健郎監督
- 空降ル 鎌田啓生監督（徳島県出身）

### 第2回[2]
テーマ「映画音楽」
2017年3月3日(金)～5日(日)あわぎんホール（徳島市）

#### 主な上映作品

##### オープニング上映
- 「百年の火花- 第九の聖地 徳島-」監督：砂田英史
- 「ふたごとうだつ- 東京の姉-」監督：小原穣

##### 札幌作品上映　インターナショナルプログラム
- 「トラッシュ・キャット（Trash Cat）」監督：ケルシー・ゴールディック（2015）
- 「嵐を乗り越えて（Weather The Storm）」監督：ピーター・ベイントン（2016）
- 「イマジナプト（Imaginapped）」（2015）
- 「彼女とTGV（La femme et le TGV）」監督：ティモ・ヴォン・グンテン（2016）
- 「ブンガ・サヤン（Bunga Sayang）」監督：ロイストン・タン（2015）
- 「合唱（Sing）」監督：クリストフ・ディーク（2015）

##### シネマオーケストラ
- 「展覧会の絵」原案・構成・総監督：手塚治虫、作曲：ムソルグスキー、演奏：とくしま記念オーケストラ、徳島少年少女合唱団

##### 手塚治虫　実験映画セレクション
- ジャンピング(1984)
- おんぼろフィルム(1985)
- 森の伝説 第一・四楽章(1987)
- 森の伝説 第二楽章(2014 / 手塚眞が父・手塚治虫の遺志を継いで製作したパート)

##### 特別招待作品
- 「大城湯けむり狂騒曲（OOJOU YUKEMURI RHAPSODY）」監督：長澤雅彦（2016）
- 「にしかん（NISHIKAN）」監督：椎屋知大、塚越夢、伊藤菜（2016）

##### 札幌作品上映　ナショナル北海道プログラム
- 「ウィータ・ラカーマヤ（Vita Lakamaya）」監督：泉原昭人（2015）
- 「ウファイト！（Hang in there!）」監督：山口 洋介（2016）
- 「なごり柿（The Lasting Persimmon）」監督：近浦啓（2015）
- 「流星と少女（Shootingstar）」監督：片岡翔（2015）
- 「どす恋ミュージカル（ Sumo Road~The Musical~）」監督：落合賢（2015）

##### 徳島セレクション
- 「四国の中心付近で、ITを叫ぶ」監督：辻秋之（2017）
- 映画「くちびるに歌を」ＭＶ、監督：三木孝浩（2015）、アンジェラ・アキ「手紙～拝啓 15 の君へ～」MV本編映像を再編集した特別版
- 「それでもなおできることのすべてを君に」監督：三木孝浩（2015）
- 「FRAUKE2」監督：長岡マイル（2017）
- 「世紀を超えて　あかまつ座」監督：赤川修也（2017）
- 「若葉のころに」監督：川越均（2016）

##### 札幌作品上映　チルドレン&ファミリー
- 「リトル・シマジロウ（Little Shimajiro）」監督：平林勇（2015）
- 「ミュージカル・ドラゴン（The Musical Dragon）」監督：カミール・ミューラー（2015）
- 「小さなパワー（Tiny Power）」監督：チャン・チャン（2015）
- 「つり名人（The Red Herring）」監督：リヴィ・レメティー（2015）
- 「Utopa（Utopa）」監督：田中孝弘（2016）
- 「ウサギ危機一髪！（The Big The Bad and The Bunny）」監督：ミンジ・ソン、ローラ・タロゥエイ（2015）
- 「キツネとネズミのおはなし（The Short Story of a Fox and a Mouse）」監督：ヒューゴ・ジャン、ジュリエッテ・ジョーダン、他（2015）
- 「アンナ（Anna）」監督：アレクシア・ルボード、アントァン・ポヤード、他（2015）
- 「つかまえろ（Catch It）」監督：ポール・バー、マリオン・ダマレット、他（2015）
- 「ムーム（MOOM）」監督：ロバート・コンドウ、堤大介（2016）

##### 徳島国際短編映画祭　2016作品上映
- 「林こずえの業( わざ）」監督：蔦哲一朗（2016）
- 「桜谷小学校、最後の174日」小原穣（2016）
- 「神山アローン」監督：長岡マイル（2016）

##### 台湾未来映画祭
- 「Ms. バニラ（Ms.Vanilla）」監督：徐子悅（2015）
- 「今日の代講！僕（ The Substitute Dragon）」監督：陳柏宗（2015）
- 「虎神（Tiger God）」監督：翁靖雯（2015）

##### アリアンス・フランセーズ徳島　フランスアニメーションの世界
- 「紙ヒコーキ（PAROLES EN L'AIR）」監督：Sylvain Vincendeau（1995）
- 「ちいさな星の王子さま（LE TROP PETIT PRINCE）」監督：Zoia Trofimova（2002）
- 「ラヴィオリ缶の神（LE GENIE DE LA BOITE DE RAVIOLIS）」監督：Claude Barras（2005）
- 「恋のかけひき（UNE BONNE JOURNEE）」監督：Matthias Bruhn（1994）
- 「山の宿（CEUX D'EN HAUT）」監督：Iz Troin（2012）

##### 地域映画のつくりかた
- 「すず（SUZU）」監督：菱川勢一（2013）

##### 徳島県市町村PR映像
- 鳴門市 / 第九の里「なると」
- 徳島県 / 東京のこどもと徳島のこども
- 三好市 /WORLD RAFTING CHAMPIONSHIP2017 JAPAN
- 勝浦町/ みかんとおひなさまのまち かつうら
- 東みよし町/ 起業というカタチの移住！
- 佐那河内村/ つづくむらさなごうち

##### クロージング上映
- 「ふたごとうだつ-徳島の妹-」監督：小原穣

### 第3回[3]
テーマ「映画のデザイン」
2018年3月16日(金)～3月18日(日)、あわぎんホール(徳島市)

#### 前夜祭上映
- 「FRAUKE」「FRAUKE2　幻想か宿命か」監督：長岡マイル
- 「ふたごとうだつ 東京の姉」「ふたごとうだつ 徳島の妹」監督：小原穣、主演：谷奥えま、えり
- 「少女邂逅」監督：枝優花

#### オープニング上映
- 「へそまがり昔ばなし」監督：ヤコブ・シュー、ヤン・ラシャウア、第12回　札幌国際短編映画祭最優秀作曲賞・チルドレンショート賞銀賞、原作は「Revolting Rhymes」(作：Roald Dahl 邦題：へそまがり昔ばなし)。アフレコ：徳島県立城南高校演劇部
- 「ザ・カメラマン」監督：コナー・ガストン、第12回札幌国際短編映画祭　グランプリ作品
- 「ジョニーの休日」監督：新谷寛行、第12回　札幌国際短編映画祭　最優秀脚本賞
- 「マモーン」監督：アレハンドロ・ダミアニ、第12回　札幌国際短編映画祭　最優秀ミニショート賞
- 「そうして私たちはプールに金魚を、」監督：長久允
- 「神山アローン」監督：長岡マイル、第12回　札幌国際短編映画祭　最優秀ドキュメンタリー賞

#### 特別招待作品
- 「ハモニカ太陽」監督：菱川勢一
- 「ガチ★星」監督：江口カン
- 「＃youth」監督：菱川勢一
- 「つくばカミングアウト」監督：中川楓子・畠中紗英、武蔵野美術大学の学生が初めて映画製作に取り組んだ作品
- 「halfway」監督：長澤雅彦
- 「過ぎて行け、延滞10代」監督：松本花奈
- 「We Love Television?」監督：土屋敏男、最初で最後の萩本欽一のドキュメンタリー映画

#### 徳島セレクション
- 「オレたち！オーバーオール！！ OUR HEARTS! OUR HOMETOWN!!」監督：清本章太

#### クロージング上映
- 「COCO TATTA～三味線娘の東京珍道中～」監督：藤代雄一朗

#### 音楽イベント
- スペシャルライブ「POLU」2016年9月、徳島市の倉庫街「万代中央ふ頭」イメージソング『ミズイロ』のために結成されたバンド
- クロージングライブ「Nabowa」メンバー：川上優、山本啓、堀川達、景山奏